# Самерсворт (Њу Хемпшир)
Самерсворт (енгл. Somersworth) град је у америчкој савезној држави Њу Хемпшир.

## Демографија
По попису из 2010. године број становника је 11.766, што је 289 (2,5%) становника више него 2000. године.
| Група             | 2000.          | 2010.          |
| Белци             | 10.929 (95,2%) | 10.383 (88,2%) |
| Афроамериканци    | 66 (0,6%)      | 162 (1,4%)     |
| Азијати           | 110 (1,0%)     | 621 (5,3%)     |
| Хиспаноамериканци | 185 (1,6%)     | 296 (2,5%)     |
| Укупно            | 11.477         | 11.766         |